# 정호균
정호균(鄭鎬均, 1940년 ~ )은 조선민주주의인민공화국의 군인 겸 정치인이다. 조선인민군 대장 겸 조선로동당 중앙위원회 위원이다.

## 경력
1984년 12월 당 중앙위 후보위원에 선출되었으며, 1986년 6월 인민군 중장으로 인민군 9지구 사령관을 지냈다. 1992년 4월 인민군 상장으로 진급했고, 1994년 10월 인민군 제9군단장을 맡았다. 1999년 1월 인민군 포병사령부 사령관에 임명되었고, 2010년 4월 인민군 대장에 올랐다. 2010년 9월, 조선로동당 중앙위원회 위원에 선임되었다.

## 최고인민회의 대의원
1986년 최고인민회의 제8기 대의원에 선출된 이래, 제9~11기 대의원을 차례로 지냈다.

## 기타
2010년 조명록, 2011년 김정일 사망 당시에 국가 장의위원회 위원을 맡았다.